# Барроуз, Ларри
Ларри Барроуз (англ. Larry Burrows; 29 мая 1926, Лондон — 10 февраля 1971, Лаос) — английский фоторепортёр, получивший известность фотографиями, сделанными во время войны во Вьетнаме.

## Биография
Родился в Лондоне. В возрасте 16 лет бросил школу и поступил на работу в лондонскую редакцию журнала «Life», где занимался печатью фотографий. Встречаются утверждения, что именно Барроуз испортил знаменитые снимки Роберта Капы, сделанные во время высадки союзников в Нормандии, хотя в действительности он был непричастен к этому эпизоду.
Впоследствии Барроуз сам стал фотографом и с 1962 года почти десятилетие освещал войну во Вьетнаме. Наибольшую известность получило его фотоэссе «Янки Папа 13» с центральной фотографией смертельно раненого пилота вертолёта 1-го лейтенанта Магеля, попавшей на обложку «Life» (снято 31 марта 1965 года во время высадки южновьетнамского батальона у Тамки), и снимок раненых морских пехотинцев осенью 1966 года на хребте Нуй-Кай-Че.
Барроуз погиб во время южновьетнамского вторжения в Лаос в феврале 1971 года. Его вертолёт, на котором он летел в зону боевых действий вместе с несколькими другими журналистами, был сбит огнём с земли. За время своей карьеры Барроуз трижды удостаивался Золотой медали Роберта Капы. Обложка «Life» с фотографией «Янки Папа 13» в 2007 году была названа Американским обществом редакторов журналов в числе самых известных журнальных обложек за последние 40 лет.